# Jorge Bolet

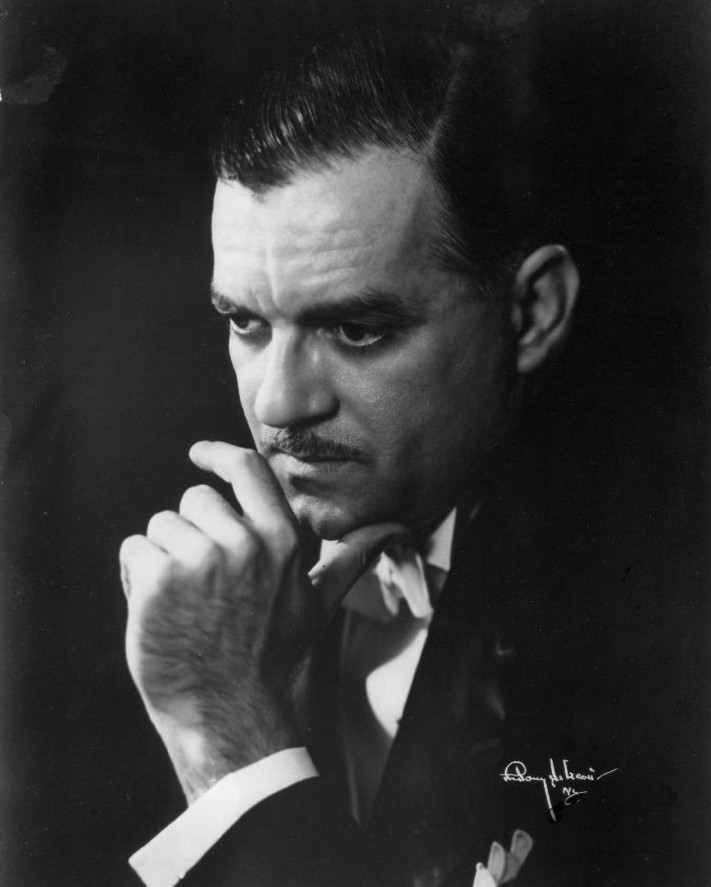
Jorge Bolet

Jorge Bolet (* 15. November 1914 in Havanna, Kuba; † 16. Oktober 1990 in Mountain View, Kalifornien, USA) war ein kubanischer Pianist mit amerikanischer Staatsbürgerschaft.

## Leben
Jorge Bolet erhielt im Alter von 12 Jahren ein Stipendium für das Curtis Institute of Music in Philadelphia, wo er bei David Saperton und dessen Lehrer und Schwiegervater Leopold Godowsky Klavier sowie bei Fritz Reiner Dirigieren von 1927 bis 1934 studierte. 1935 setzte er seine Studien auf Anraten der kubanischen Regierung bei Moriz Rosenthal in Europa fort, Bolet hielt diese Studien allerdings für nutzlos. 1937 studierte er noch kurz bei Rudolf Serkin am Curtis Institute, außerdem gewann er den Naumburg Award. 1939–42 war er Serkins Assistent am Curtis Institute.
Bolets Karriere begann wechselhaft, da sein virtuoses Klavierspiel der 1940er und 1950er Jahre von der US-amerikanischen Kritik ziemlich einhellig abgelehnt wurde. Der amerikanische Musikkritiker Harold C. Schonberg konstatiert in seinem Standardwerk Die großen Pianisten: „Es war tatsächlich eine zu große Technik, so umfassend, dass Bolet als Tastenzauberer ohne viel Stil und Substanz abgestempelt wurde… Sein Stil war völlig aus der Mode.“ Während des Zweiten Weltkrieges verfolgte er eine diplomatische Karriere, 1939–42 war er für Kuba im Range eines Leutnants Kulturattaché an der kubanischen Botschaft in Washington. 1942 nahm er die US-amerikanische Staatsbürgerschaft an  und wurde u. a. musikalischer Direktor des amerikanischen Hauptquartiers in Tokio, wo er die japanische Erstaufführung der Operette The Mikado von Gilbert und Sullivan dirigierte.
Nach dem Krieg vervollkommnete er seine Studien noch bei dem Hofmann-Schüler Abram Chasins. Anfang der 1950er Jahre fanden neben Rundfunk- und Fernsehauftritten erste Schallplattenaufnahmen für die kleineren amerikanischen Label Boston Records und Remington statt, u. a. mit dem zweiten Klavierkonzert von Sergej Prokofjew, das durch Bolet wiederentdeckt wurde – das heutige Standardwerk war bis 1949, als Bolet es aufführte, 20 Jahre nicht gespielt worden. 1960 spielte er für den Film über das Leben von Franz Liszt Song without End (deutscher Titel: Nur wenige sind auserwählt) alle Klavieraufnahmen mit Werken von Liszt ein. Der Film erhielt den Oscar 1961 für Best Music, Scoring of a Musical Picture, der allerdings nicht an Bolet, sondern an die für die Musikzusammenstellung Verantwortlichen ging, ebenso der Golden Globe 1961. Bolets Tonaufnahmen für den  Film erschienen als Soundtrack, außerdem einige Liszt-Recitals bei dem kleinen Label Everest, einschließlich des ersten Klavierkonzerts, der h-moll-Sonate, des ersten Mephisto-Walzers und der 12 Études d’exécution transcendante. Bolets großer Durchbruch kam erst 1974 mit einem Recital in der Carnegie Hall, das RCA Records mitschnitt und auf Schallplatten veröffentlichte.
Als Professor für Klavier war Bolet 1968–77 an der Indiana School of Music. In der Folge wurde er Nachfolger von Rudolf Serkin am Curtis Institute of Music in Philadelphia, einen Posten, den er später aufgrund seiner Konzert- und Aufnahmeverpflichtungen wieder aufgab. Erst ab 1977, im Alter von 63 Jahren, hatte Bolet seinen ersten umfangreichen Plattenvertrag bei einem großen Label, Decca/London.
Von einer Hirnoperation im Jahre 1989 erholte sich Bolet nicht mehr und starb im Oktober 1990 an Herzversagen.

## Repertoire und Stil
Bolet besaß eine außergewöhnliche Fingerfertigkeit und einen „großen Ton“, die ihn lange Zeit als Spezialist für Werke von Franz Liszt gelten ließen. Sein Repertoire reichte von der Romantik bis hin zu Prokofjew. Gelegentlich spielte er die mit höchsten Schwierigkeiten versehenen Bearbeitungen von Godowski, die er noch mit dem Komponisten selbst studiert hatte. Auch virtuose Klaviertranskriptionen anderer Pianisten (z. B. Busoni, Tausig, Schulz-Evler) fanden sich häufig in seinen Programmen. In einem Interview gegenüber Elyse Mach verwies Jorge Bolet auf das „Romantische Klavierkonzert“ von Joseph Marx, das er immer wieder als sein Lieblingskonzert bezeichnete, weil es eines der wenigen Werke sei, die seinem unstillbaren Verlangen nach großer Virtuosität Rechnung trügen. Bolet spielte das Werk, dessen Noten er in einem deutschen Antiquariat entdeckt hatte, ab Mitte der 1970er Jahre öfter im Konzert und 1982 auch in einer Radioproduktion des Bayerischen Rundfunks mit dem Symphonieorchester des Bayerischen Rundfunks unter Marek Janowski.
Der Großteil von Bolets kommerziellen Tonaufnahmen erstreckt sich auf die 33 Alben, die er im bereits vorgerückten Alter für Decca einspielte. Im Mittelpunkt dieser späten Aufnahmen (die bekanntesten davon eine Reihe von Chopin-Werken und eine große Auswahl der Werke von Franz Liszt) steht Bolets aristokratisches und außerordentlich stilsicheres Spiel voll von Wärme und Raffinesse. Bolet achtete nun darauf, Virtuosität als Selbstzweck unbedingt zu vermeiden.

„Der größte Pianist in der westlichen Hemisphäre“

## Instrumente
Im Gegensatz zu den meisten anderen klassischen Pianisten spielte Bolet häufig nicht auf Steinway & Sons-Instrumenten. Sein Decca-Produzent Peter Wadland gab an, dass Bolet das linke Pedal laufend nutzte und ihm der klangliche Unterschied bei Steinway mit und ohne diesem Pedal zu groß war. Die amerikanische Klavierbaufirma Baldwin hatte ihm einen Tournee-Flügel samt speziell konstruiertem Autoanhänger zur Verfügung gestellt, der von seinem Klavierstimmer alleine verladen werden konnte. In Europa spielte er bis 1987 auf Bechstein-Flügeln, so sind die meisten seiner Decca-Aufnahmen auf einem historischen EN-280 entstanden.